# Nacionalni park Saguaro
Nacionalni park Saguaro jedan je od 58 nacionalnih parkova smještenih na području Sjedinjenih Američkih Država.

## Zemljopisni podaci
Nacionalni park Saguaro je podijeljen na dva dijela. Jednim dijelom se nalazi otprilike 32 km istočno, a drugim dijelom oko 24 km zapadno od centra grada Tucson u američkoj saveznoj državi Arizona, u bazenu Tucson. Tucson bazen se nalazi u pustinji Sonora između dva planinska lanca, Rincon i Tucson Mountains, oko 96 km sjeverno od granice između Sjedinjenih Američkih Država i Meksika. Park zauzima površinu od oko 37.000 hektara, od čega je 28.694 ha označeno divljinom.
Kroz park se pruža više od 260 km dobro označenih i održavanih pješačkih staza.

## Klima
Nacionalni park Saguaro je smješten u sušnom pustinjskom području na 2.400 m nadmorske visine. Ljetne temperature najčešće dosežu oko 38°C, a zimi gotovo nikada ne padaju ispod točke smrzavanja. Najveća prosječna godišnja temperatura na području parka iznosi oko 28°C, dok je najniža prosječna oko 12°C. Ukupna godišnja količina padalina je oko 310 mm. Razlike u temperaturama i padalinama u planinama mogu znatno odstupati, a na planini Mt. Lemon padne dovoljno snijega za malo skijalište.
| Klimatološki srednjaci za Nacionalni park Saguaro | Klimatološki srednjaci za Nacionalni park Saguaro | Klimatološki srednjaci za Nacionalni park Saguaro | Klimatološki srednjaci za Nacionalni park Saguaro | Klimatološki srednjaci za Nacionalni park Saguaro | Klimatološki srednjaci za Nacionalni park Saguaro | Klimatološki srednjaci za Nacionalni park Saguaro | Klimatološki srednjaci za Nacionalni park Saguaro | Klimatološki srednjaci za Nacionalni park Saguaro | Klimatološki srednjaci za Nacionalni park Saguaro | Klimatološki srednjaci za Nacionalni park Saguaro | Klimatološki srednjaci za Nacionalni park Saguaro | Klimatološki srednjaci za Nacionalni park Saguaro | Klimatološki srednjaci za Nacionalni park Saguaro |
| mjesec                                            | sij                                               | velj                                              | ožu                                               | tra                                               | svi                                               | lip                                               | srp                                               | kol                                               | ruj                                               | lis                                               | stu                                               | pro                                               | godina                                            |
| ------------------------------------------------- | ------------------------------------------------- | ------------------------------------------------- | ------------------------------------------------- | ------------------------------------------------- | ------------------------------------------------- | ------------------------------------------------- | ------------------------------------------------- | ------------------------------------------------- | ------------------------------------------------- | ------------------------------------------------- | ------------------------------------------------- | ------------------------------------------------- | ------------------------------------------------- |
| srednji maksimum, °C                              | 17,2                                              | 19,4                                              | 22,2                                              | 27,2                                              | 31,7                                              | 37,2                                              | 37,2                                              | 35,6                                              | 33,9                                              | 28,9                                              | 22,2                                              | 17,8                                              | 28,0                                              |
| srednji minimum, °C                               | 3,3                                               | 5,0                                               | 6,7                                               | 10,0                                              | 14,4                                              | 19,4                                              | 22,8                                              | 22,2                                              | 19,4                                              | 13,3                                              | 7,2                                               | 3,9                                               | 12,3                                              |
| oborine, mm                                       | 22,8                                              | 17,8                                              | 17,8                                              | 7,6                                               | 5,0                                               | 5,0                                               | 60,9                                              | 55,9                                              | 43,2                                              | 27,9                                              | 17,8                                              | 27,9                                              | 309,6                                             |
| Izvor: Saguaro National Park - Weather            |                                                   |                                                   |                                                   |                                                   |                                                   |                                                   |                                                   |                                                   |                                                   |                                                   |                                                   |                                                   |                                                   |

## Povijest
Prvotno je ukazom američkog predsjednika Herberta Hoovera područje parka 1933. godine proglašeno nacionalnim spomenikom za zaštitu biljnog svijeta. Potom je predsjednik John F. Kennedy 1961. godine u sastav parka uključio i područje planine Rincon. Predsjednik Lyndon Johnson je 1964. godine zakonskim aktom osnovao rezervat za očuvanje ovog ekosustava. Na koncu je dana 14. listopada 1994. godine predsjednik Bill Clinton potpisao zakon o proširenju područja i stvaranje nacionalnog parka Saguaro.

## Biljni svijet
Unatoč pustinjskoj klimi i sušnom okruženju vegetacija nacionalnog parka Saguaro je bogata raznim biljnim vrstama pa ovdje obitavaju 1.162 različite biljne vrste. Vegetacija buja i raste tek dolaskom blage klime i prvih oborina, nakon čega okoliš oživi obiljem boja raznog bilja. Biljke su prilagođene na sušu, a tekućinu tijekom dugih sušnih razdoblja čuvaju mirovanjem. Tijekom suše biljke izgledaju beživotno, ali već nakon prve kiše raste im novo lišće. U roku od samo 48 sati nakon kiše, biljka ocotilo ˙((lat.) Fouquieria splendens) u stanju se promijeniti od onoga što se činilo suhim granama, u veseli zeleni grm prekriven novim lišćem.

### Kaktusi
Nacionalni park Saguaro dom je za 25 vrsta kaktusa, od najpoznatijeg i najvećeg, po kojem park nosi ime, kaktusa saguaro ((lat.) Carnegiea gigantea) do najmanjih vrsta (lat.) Mammillaria spp). Ostali kaktusi koji rastu u parku su:
- Ferocactus wislizenii
- Opuntia versicolor
- Echinocereus fendleri var. fasciculatus
- Opuntia engelmannii
- Opuntia bigelovii
- Opuntia fulgida

## Životinjski svijet
Iako se čini da je pustinja Sonora beživotna, u njoj ipak živi mnoštvo životinjskih vrsta koje su se na različite načine prilagodile surovim pustnijskim uvjetima i vreloj klimi. Zečevi se primjerice hlade svojim dugačkim ušima, a supovi se, da bi se ohladili, čak mokre po svojim tijelima. Noćne životinje nacionalnog parka danju traže hladovinu i skrivene čekaju pad temperatura da bi smjenom dana i noći pustinja oživjela. Noćne životinje izlaze, a dnevne traže zaklon u kojem će dočekati sljedeći dan. U nacionalnom parku obitavaju neobične životinje od kojih se neke mogu naći samo u južnoj Arizoni. Životinjski svijet je bogatiji na visinama većim od 2.600 m, gdje je klima povoljnija, a vlažnost veća. Na toj se visini u borovim šumama može vidjeti crnog medvjeda ili jelena. Sve životinje u parku su zaštićene, a posjetitelje se upozorava da ih ne uznemiravaju, zlostavljaju ili prikupljaju.

### Vodozemci
Vodozemci tijekom svog životnog ciklusa žive i na kopnu i u vodi. U vodi se kote i prve dane svog života provode u njoj, ali kako rastu, tako se njihova tijela metamorfozom mijenjaju i prilagođavaju životu na kopnu. Repovi im otpadaju, a pluća se prilagođavaju kopnenom disanju. Životni ciklus žaba se nakon prilagodbe na kopno nastavlja u podzemnim jazbinama iz kojih izlaze dolaskom prvih kiša. Tijekom srpnja moguće ih je naći u brojnim bazenima nastalim nakon proljetnih i ljetnih pljuskova.

### Ptice
Arizona je raj za promatrače ptica. Nacionalni park Saguaro dom je brojnim vrstama od kojih je najpotnatija ptica trkačica ((engl.) Road-runner, (lat.) Geococcyx). Tu je dom i ružičaste muholovke ((lat.) Pyrocephalus rubinus), sove ((lat.) Megascops trichopsis) i brojnih drugih vrsta.

### Sisavci
Sisavce se može vidjeti u svim dijelovima nacionalnog parka. Odlikuju se svojim krznima i sposobnošću da svoje mlade hrane mlijekom kroz znojne žlijezde koje za tu svrhu prilagodbom postaju mliječne. Svi ovi sisavci su toplokrvne životinje. U parku su brojne populacije šišmiša, koji su jedini leteći sisavci, a park je dom i risovima ((lat.) Lynx rufus), pekarijima (vrsti divlje svinje) ((lat.) Dicotylidae), pumama, crnim medvjedima, rakunima ((lat.) Procyon lotor) i brojnim drugim vrstama.

### Gmazovi
Iako svi gmazovi imaju suhu kožu prekrivenu ljuskama, ipak su vrlo raznoliki. Neki su vrlo otrovni, poput zapadne dijamatne čegrtuše ((lat.) Crotalus atrox) ili bradavičastog guštera ((lat.) Heloderma suspectum). Ostali gmazovi, poput običnih i pustinjskih kornjača, za zaštitu od grabežljivaca se služe teškim oklopima. Osim zapadne dijamantne u parku obitava još šest vrsta čegrtuša te vrlo otvorna zapadna koraljna zmija. Pustinjske kornjače nsu najaktivnije u ranim jutarnjim satima ili u sumrak, a zmije u sumrak i tijekom cijele noći.

## Galerija slika
- Cvijet biljke ocotilo
- Cvijet kaktusa
- Kaktusi Saguaro
- Upozorenje zbog opasnosti od napada puma

## Vanjske poveznice
- Saguaro National Park (engl.)
- http://www.saguaro.national-park.com/  Arhivirana inačica izvorne stranice od 11. listopada 2014. (Wayback Machine)

## Ostali projekti
|  | Zajednički poslužitelj ima još gradiva o temi Nacionalni park Saguaro |